# Tunapuy
Tunapuy – miasto w Wenezueli, w stanie Sucre.